# اگر بگذارم بروی
«اگر بگذارم بروی» تک‌آهنگی از وست‌لایف است که در سال ۱۹۹۹ میلادی منتشر شد.